# عيسى مصبح
عيسى جاسم مصبح (2 نوفمبر 1978) لاعب كرة قدم بحريني يلعب حاليا لصالح نادي الدرجة الأولى الحد البحريني في مركز الوسط المحوري من 1996.

## الإنجازات
- الدرجة الأولى (1): 2016
- كاس سوبر البحرين (2): 2015-2016
- كأس ملك البحرين (1): 2015